# Cocktail Soft
Cocktail soft是，FANDC（F&C）的十八禁遊戲品牌之一。

## 概要
初設立時為與JAST共同設立的品牌（「Cocktail」的名稱共同的由來），FANDC（F&C）的前身IDES（後來股份公司化）設立時使用的品牌（IDES的前身為有限公司）。
1989年發表了首部遊戲《CANCAN BUNNY》。之後，與重視角色特性的POP系品牌FAIRYTALE差別化，組成F&C的2部分之一。
2001年隨著F&C重組，同年5月25日的及2002年5月31日的發售後，活動停止。之後2004年再次開始活動，同年11月26日發表恢復後第一作，直到現在。

## 作品一覧
本段記述Cocktail soft1987年到2000年組織改編以前的遊戲。2001年以後的遊戲請參照F&C#COCKTAIL SOFT。

### 系列
- Can Can Bunny系列
  - 1989年8月10日  - Can Can Bunny
  - 1990年4月16日 - Can Can Bunny Superior
  - 1991年8月10日 - CANCAN BUNNY SPIRITS
  - 1992年7月30日 - CANCAN BUNNY Première
    - 1996年1月26日 - CANCAN BUNNY Première/SPIRITS（FM TOWNS版）
    - 1996年11月22日 - CANCAN BUNNY Première（Windows版）

  - 1993年6月25日 - CANCAN BUNNY EXTRA
  - 1994年11月11日 - CANCAN BUNNY LIMITED 5 1/2
    - 1997年1月30日 - CANCAN BUNNY LIMITED 5 1/2（Windows版）

  - 1996年12月26日 - CANCAN BUNNY Première2
  - 1997年12月12日 - CANCAN BUNNY1・Primo
  - 2000年8月25日 - CANCAN BUNNY6 i♥mail
- 系列
  - 1989年9月 - 
  - 1995年11月10日 - 
  - 1997年4月25日 -
- 系列
  - 1992年9月22日 - 
  - 1994年7月29日 -

- LEMON COCKTAIL系列
  - 1992年10月9日 - 
  - 1992年10月30日 - 
  - 1992年12月11日 - 
  - 1993年3月26日 -

- 系列
  - 1993年8月17日 - 
  - 1995年4月28日 -

- CUSTOM MATE系列
  - 1993年9月17日 - CUSTOM MATE
    - 1994年12月16日 - CUSTOM MATE & （FM TOWNS版）

  - 1994年10月21日 - CUSTOM MATE2
    - 1995年8月25日 - CUSTOM MATE2 & （FM TOWNS版）

  - 1995年12月8日 - CUSTOM MATE3
    - 1996年12月12日 - CUSTOM MATE3（Windows版）

- 系列
  - 1996年4月6日 - 
  - 1997年1月31日 - 
  - 1998年1月15日 -

- 歡迎來到Pia Carrot!!系列
  - 1996年7月26日 - 歡迎來到Pia Carrot!! 〜We've been Waiting for you〜
    - 1996年10月18日 - 歡迎來到Pia Carrot!! 〜We've been Waiting for you〜（Windows版）

  - 1997年10月31日 - 歡迎來到Pia Carrot!!2
  - 1998年10月30日 - ぴあきゃろTOYBOX
  - 1999年8月12日 - 歡迎來到Pia Carrot!! 1・2・TB

- 系列
  - 1998年9月11日 - 
  - 1999年9月17日 - 
  - 2000年3月24日 -

- Canvas系列
  - 2000年11月24日 -

### 其他作品
- 1989年11月24日 - 
  - 1989年11月24日 -
- 1990年1月28日 -
- 1990年7月28日 -
- 1990年12月5日 -
- 1991年7月12日 -
- 1991年9月14日 -
- 1992年6月 -
- 1993年4月28日 -
- 1993年7月2日 -
- 1993年7月23日 -
- 1993年10月1日 -
- 1993年12月1日 -
- 1994年4月28日 -
- 1994年12月16日 -
- 1995年1月27日 - 
  - 1996年8月30日 -
- 1995年4月14日 -
- 1995年7月25日 -
- 1996年1月26日 -
- 1996年6月28日 -
- 2000年4月7日 - 公主的回憶（PRINCESS MEMORY）
- 2000年8月11日 -

## 外部連結
- F&C（页面存档备份，存于）（日語）
- Carrot Island（日語）